# Торі Круг
Торі Стівен Круг (англ. Torey Steven Krug; 12 квітня 1991, м. Лівонія, США) — американський хокеїст, захисник. Виступає за «Бостон Брюїнс» у Національній хокейній лізі.
Виступав за Університет штату Мічиган (NCAA), «Бостон Брюїнс», «Провіденс Брюїнс» (АХЛ).
В чемпіонатах НХЛ — 160 матчі (26+55), у турнірах Кубка Стенлі — 27 матчів (6+10).
У складі національної збірної США учасник чемпіонату світу 2015 (10 матчів, 2+3).
Досягнення
- Бронзовий призер чемпіонату світу (2015)